# Akerselva
Akerselva – rzeka w Norwegii, główna rzeka Oslo wypływająca z jeziora Maridalsvannet.

## Bieg rzeki
Rzeka w całym swoim biegu mieści się w granicach miasta Oslo. Jest spiętrzona przez 20 wodospadów i przechodzą nad nią 23 mosty. Wypływa z jeziora Maridalsvannet poprzez niewielką zaporę. W górnym biegu dzięki dwu spiętrzeniom przepływa łagodnym nurtem meandrując przez parkowe tereny w północnej części miasta. Stamtąd kieruje się w kierunku południowym (SbW) wąwozem przez zurbanizowane tereny do Fiordu Oslo. Uchodzi do morza w pobliżu portu Bjørvika.

## Galeria zdjęć

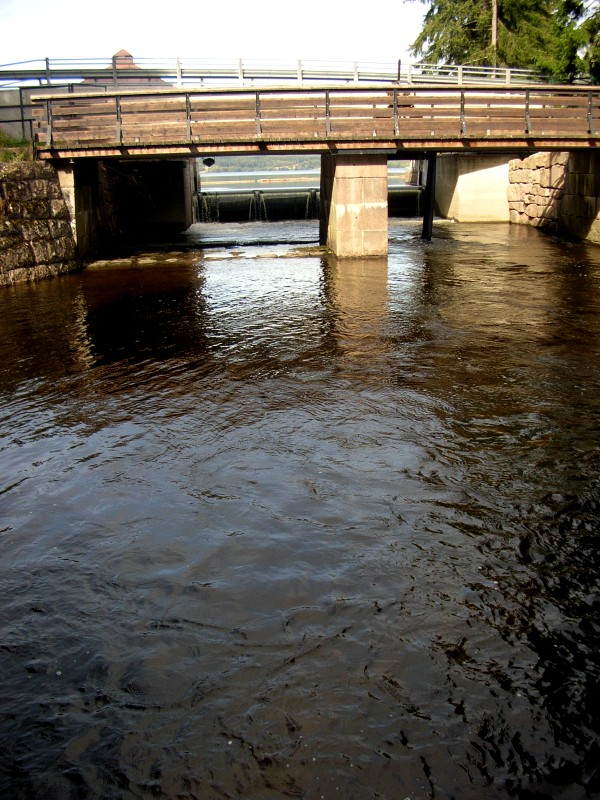
Źródło Akerselvy – zapora na jeziorze Maridalsvannet
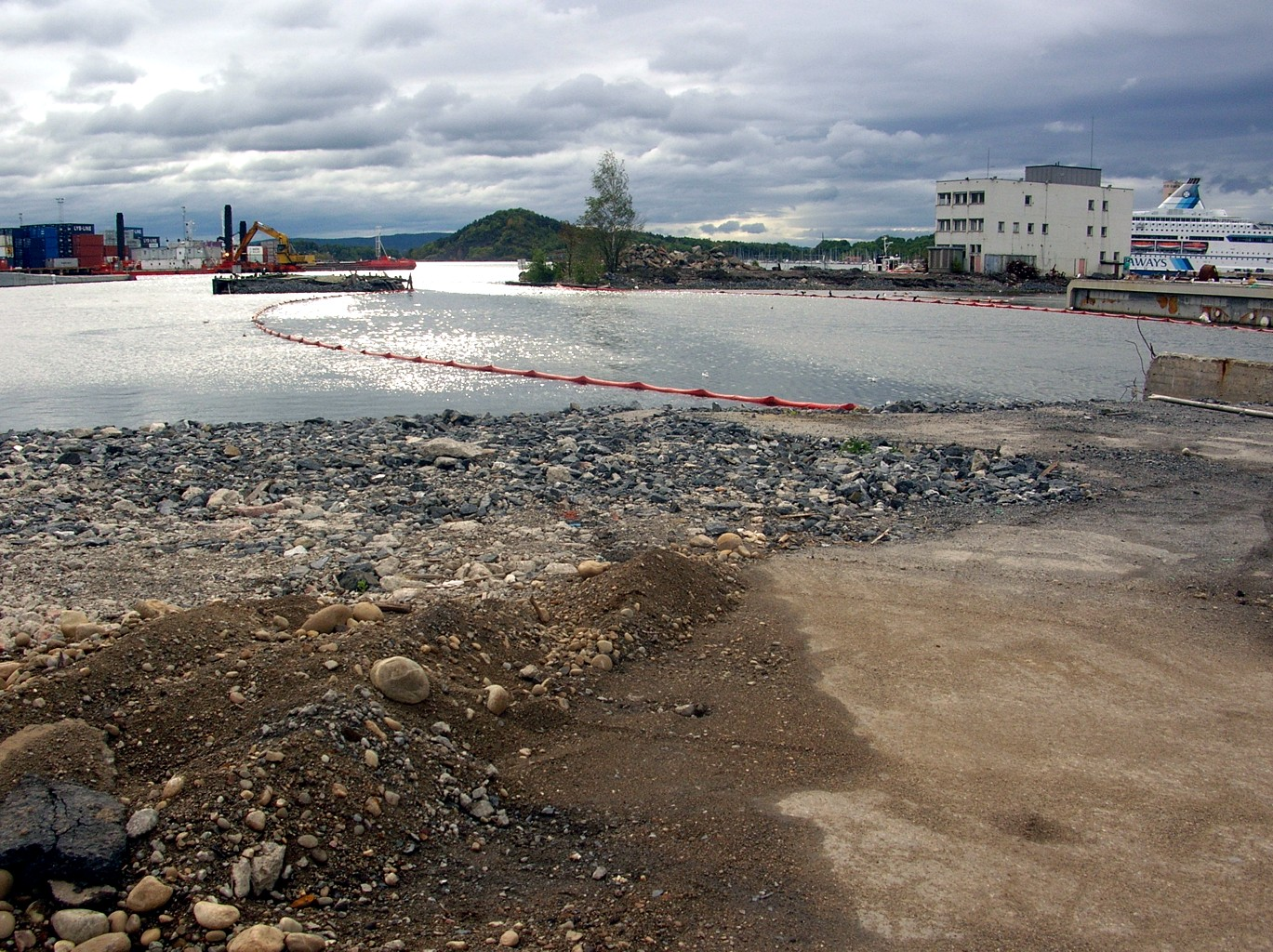
Ujście rzeki do Oslofjorden